# ديفيد وايتهاوس
ديفيد وايتهاوس (بالإنجليزية: David Whitehouse)‏ هو عالم آثار أمريكي، ولد في 15 أكتوبر 1941، وتوفي في 17 فبراير 2013.